# مارك إيوينغ
مارك إيوينغ (بالإنجليزية: Marc Ewing)‏ (و. 1969 – م) هو مهندس، وعالِم حاسب آلي من الولايات المتحدة الأمريكية.

## التعليم
تعلم في جامعة كارنيغي ميلون.